# Godober nyelv
A godober nyelv (godoberül: ГъибдилIи мицци, 	[ʁibdit͡ɬi mitsːi]) egy északkelet-kaukázusi nyelv, melyet 3.021 ember beszél, főleg Dagesztánban.

## Földrajzi elhelyezkedés
A godober nyelvet legfőképpen két faluban beszélik Dagesztán déli részének az északnyugati részén. A két falu Godoberi, és Zibirhali, melyek az Andi Kojszu folyónak a bal partján helyezkednek el. 

## Nyelvjárások
A godober nyelvnek két nyelvjárása van, az egyik a ziloj, a másik pedig Zibirhali (Zibirkhalin).

## Hangtan

### Mássalhangzók
|               |               | Labiális | Dentális | Dentális  | Alveoláris | Alveoláris | Alveoláris | Alveoláris | Palatális  | Palatális  | Veláris | Veláris   | Uvuláris | Uvuláris | Faringális | Glottális |
| ------------- | ------------- | -------- | -------- | --------- | ---------- | ---------- | ---------- | ---------- | ---------- | ---------- | ------- | --------- | -------- | -------- | ---------- | --------- |
| középső       | középső       | Labiális | Dentális | Dentális  | laterális  | laterális  |            |            | Palatális  | Palatális  | Veláris | Veláris   | Uvuláris | Uvuláris | Faringális | Glottális |
| lenis         | fortis        | Labiális | lenis    | fortis    | lenis      | fortis     | lenis      | fortis     | lenis      | fortis     | lenis   | fortis    |          |          | Faringális | Glottális |
| Nazálisok     | Nazálisok     | m ⟨м⟩    | n ⟨н⟩    |           |            |            |            |            |            |            |         |           |          |          |            |           |
| Plozivák      | zöngés        | b ⟨б⟩    | d ⟨д⟩    |           |            |            |            |            | (ɟ ⟨гʹ⟩)   |            | ɡ ⟨г⟩   |           |          |          |            |           |
| Plozivák      | zöngétlen     | p ⟨п⟩    | t ⟨т⟩    | (tː ⟨тт⟩) |            |            |            |            | (c ⟨кʹ⟩)   | (cː ⟨ккʹ⟩) | k ⟨к⟩   | (kː ⟨кк⟩) |          |          |            | ʔ ⟨ʼ⟩     |
| Plozivák      | ejektív       |          | tʼ ⟨тӀ⟩  |           |            |            |            |            | (cʼ ⟨кӀʹ⟩) |            | kʼ ⟨кӀ⟩ |           | qʼ ⟨къ⟩  |          |            |           |
| Affrikaták    | zöngétlen     |          | t͡s ⟨ц⟩   | t͡sː ⟨цц⟩  | t͡ʃ ⟨ч⟩     | t͡ʃː ⟨чч⟩   |            | t͡ɬː ⟨лӀ⟩   |            |            |         |           | q͡χ ⟨хъ⟩  |          |            |           |
| Affrikaták    | ejektív       |          | t͡sʼ ⟨цӀ⟩ |           | t͡ʃʼ ⟨чӀ⟩   |            | t͡ɬʼ ⟨кь⟩   |            |            |            |         |           |          |          |            |           |
| Affrikaták    | zöngés        |          |          |           | d͜ʒ ⟨дж⟩    |            |            |            |            |            |         |           |          |          |            |           |
| Frikatívok    | zöngétlen     |          | s ⟨с⟩    | sː ⟨сс⟩   | ʃ ⟨ш⟩      | ʃː ⟨щ⟩     | ɬ ⟨лъ⟩     | ɬː ⟨лълъ⟩  |            | (çː ⟨хьʹ⟩) |         | xː ⟨хь⟩   | χ ⟨х⟩    | χː ⟨хх⟩  | ʜː ⟨хӀ⟩    | h ⟨гъ⟩    |
| Frikatívok    | zöngés        |          | z ⟨з⟩    |           | ʒ ⟨ж⟩      |            |            |            |            |            |         |           | ʁ ⟨гъ⟩   |          | ʕ ⟨ъ⟩      |           |
| Vibránsok     | Vibránsok     |          |          |           | r ⟨р⟩      |            |            |            |            |            |         |           |          |          |            |           |
| Approximánsok | Approximánsok | w ⟨в⟩    |          |           |            |            | l ⟨л⟩      | (lː ⟨лл⟩)  | j ⟨й⟩      |            |         |           |          |          |            |           |

## Példa szavak
| magyar    | godober  |
| --------- | -------- |
| én        | ден      |
| te        | мин      |
| egy       | цеб      |
| kettő     | кӏеда    |
| három     | лъабуда  |
| négy      | буъуда   |
| öt        | иншттуда |
| víz       | лълъени  |
| fa        | руша     |
| kutya     | хвайи    |
| nap (24h) | зибу     |
| éj        | релъади  |
| hús       | рикьи    |
| ember     | адами    |